# Grand Prix Miguel Indurain 2014
La 65e édition du Grand Prix Miguel Indurain a eu lieu le 5 avril 2014. La course fait partie du calendrier UCI Europe Tour 2014 en catégorie 1.1.

## Présentation

### Équipes
Classé en catégorie 1.1 de l'UCI Europe Tour, le Grand Prix Miguel Indurain est par conséquent ouvert aux UCI ProTeams dans la limite de 50 % des équipes participantes, aux équipes continentales professionnelles, aux équipes continentales et aux équipes nationales.

## Classement final
|    | Coureur            | Pays       | Équipe                 |    | Temps           |
| -- | ------------------ | ---------- | ---------------------- | -- | --------------- |
| 1  | Alejandro Valverde | Espagne    | Movistar               | en | 4 h 52 min 01 s |
| 2  | Tom-Jelte Slagter  | Pays-Bas   | Garmin-Sharp           | +  | 1 min 02 s      |
| 3  | Sergey Chernetskiy | Russie     | Katusha                |    | 1 min 02 s      |
| 4  | André Cardoso      | Portugal   | Garmin-Sharp           |    | 1 min 06 s      |
| 5  | Yury Trofimov      | Russie     | Katusha                |    | 1 min 08 s      |
| 6  | Ryder Hesjedal     | Canada     | Garmin-Sharp           |    | 1 min 40 s      |
| 7  | Alexandr Kolobnev  | Russie     | Katusha                |    | 2 min 18 s      |
| 8  | Benjamin King      | États-Unis | Garmin-Sharp           |    | 2 min 28 s      |
| 9  | David Arroyo       | Espagne    | Caja Rural-Seguros RGA |    | 2 min 39 s      |
| 10 | Miguel Mínguez     | Espagne    | Euskadi                |    | 3 min 11 s      |